# Elena Matous
Elena Matous, italijansko-sanmarinsko-iransko-luksemburška alpska smučarka, * 10. maj 1953, Cortina d’Ampezzo, Italija.
V svoji karieri je tekmovala za štiri države, v začetku kariere je nastopala za Italijo, leta 1973 je začela nastopati za San Marino, leta 1976 za Iran in 1980 za Luksemburg. Nastopila je na Svetovnem prvenstvu 1974, kjer je zasedla 31. mesto v slalomu. V svetovnem pokalu je tekmovala osem sezoni med letoma 1973 in 1980 ter dosegla eno uvrstitev na stopničke v smuku. V skupnem seštevku svetovnega pokala je bila najvišje na 22. mestu leta 1977, ko je bila tudi osma v smukaškem seštevku.